# HD 159330
HD 159330 — звезда 6-й звездной величины в созвездии Дракона. Прямое восхождение: 17h 30m 43.55s; Склонение: 57° 52" 36.7'. Оранжевый гигант, находящийся на расстоянии от Земли в 1156,58 световых лет.

## Характеристики
HD 159330 — оранжевый гигант спектрального класса K2III. Температура поверхности 3500-5000 К, масса — 2,3⋅1030 кг (1,1 солнечной), радиус — 2,2⋅107 км (31 солнечных), светимость — 1⋅1029 Вт (300 солнечной). Абсолютная звёздная величина (визуальная) -1,53m.

## Наименование в звездных каталогах
| Каталог      | Наименование          |
| HD 1989      | HD 159330             |
| TYCHO-2 2000 | TYC 3896-1507-1       |
| USNO-A2.0    | USNO-A2 1425-08810963 |
| BSC 1991     | HR 6540               |
| HIP          | HIP 85692             |